# Янг Феллоуз Ювентус
«Янг Феллоуз Ювентус» (нем. SC Young Fellows Juventus) — швейцарский футбольный клуб, расположенный в городе Цюрих.

## История
Клуб был основан в 1903 году как «Янг Феллоуз Цюрих» и объединён в 1992 году с футбольным клубом «Ювентус Цюрих» (итал. Società Calcistica Italiana Juventus Zurigo).
До 90-х годов XX века «Янг Феллоуз» играл в высших лигах Швейцарии. В 1936 году команде покорился единственный на данный момент трофей — Кубок Швейцарии. В те годы в составе блистали бразильцы Фернандо Гидиселли и Фаусто дос Сантос
В 2007 клуб вылетел в Первую лигу, а в 2012 году вместе с другими 15 командами образовал Первую лигу Промоушен, став лучшей третьей командой Первой лиги 2011/12.

## Достижения
- Обладатель Кубка Швейцарии: 1936
- Финалист Кубка Швейцарии: 1927